# Renato Cioni
Pour les articles homonymes, voir Cioni.
Renato Cioni, né le 15 avril 1929 à Portoferraio (Île d'Elbe), et mort dans cette ville le 4 mars 2014, est un ténor italien.

## Biographie
Fils d'un pêcheur, Renato Cioni reçoit la majorité de sa formation musicale au Conservatoire Cherubini à Florence. Après avoir gagné un concours de chant, il débute en 1956 à la télévision italienne (RAI) dans le rôle de Pinkerton dans Madame Butterfly, aux côtés d'Anna Moffo, aussi débutante. La même année, il débute sur scène à Spolète, en Edgardo dans Lucia di Lammermoor.
Il est rapidement en demande sur toutes les scènes d'Italie, où il s'illustre dans le répertoire lyrique italien (La sonnambula, Rigoletto, La traviata, Un ballo in maschera, Cavalleria rusticana, La Bohème, Tosca, etc). Il participe à Spolète en 1959, à une reprise de Il Duca d'Alba de Donizetti, qu'il chante également au Carnegie Hall de New York, la même année.
Il débute à La Scala de Milan, le 4 mars 1961, en Pinkerton. Remarqué par Joan Sutherland, il enregistre à ses côtés des intégrales de Lucia di Lammermoor et Rigoletto, à l'été 1961.
Il entame alors une carrière internationale, qui le mène sur les grandes scènes d'Europe et d'Amérique.
En 1964, il paraît au Royal Opera House de Londres, en Cavaradossi, aux côtés de Maria Callas et Tito Gobbi, et la même année, retrouve Anna Moffo à La Scala, pour une célèbre Traviata, dirigée par Herbert von Karajan.
Il débute au Metropolitan Opera de New York en 1970, où il aborde le rôle de Pollione dans Norma.

## Sources
- (de) Biographie de Renato Cioni sur le site Operissimo.com